# Tim Russ
Timothy Darrell Russ (Washington D.C., 22 juni 1956) is een Amerikaans acteur. Hij is bekend geworden door zijn rol in de televisieserie Star Trek: Voyager als Tuvok.
Russ is ook in de serie Star Trek: The Next Generation gezien, in de aflevering "Starship Mine" en in Star Trek: Deep Space Nine in de aflevering "Through the Looking Glass", waar hij een spiegeluniversum versie van Tuvok speelde, bovendien heeft hij als een Klingon gespeeld in de aflevering "Invasive Procedures". Ook heeft hij een rolletje gespeeld in de film Star Trek: Generations als een officier op het tactische paneel.
Russ speelde van 2007 tot en met 2009 in de sitcom Samantha Who?.

## Filmografie
- iCarly (2021-2023) ... als rector Franklin
- NCIS: New Orleans (2018) ... als Felix Hill (gastrol)
- Sun, Sand & Romance (2017) ... als Gus Van Houtten
- The Good Doctor (2017) ... als patiënt Chuck (gastrol)
- The Night Shift (2015) ... als Mr. Clark (gastrol)
- iCarly (2007-2009) ... als rector Ted Franklin
- Samantha Who? (2007-2009) ... als Frank
- Live Free or Die Hard (2007) ... als Agent Summer
- Twenty Good Years (2006) ... als Marty
- Unbeatable Harold (2005) ... als Diner Manager
- ER (2005) ... als Dr. Medford (gastrol)
- Star Trek: Elite Force II (2003) ... als Lt. Commander Tuvok
- Star Trek: Voyager Elite Force (2000) ... als Lt. Commander Tuvok
- East of Hope Street ... als Casey
- Star Trek: Deep Space Nine (1995) ... als Tuvok (gastrol)
- Star Trek: Voyager (1995-2001) ... als Lt. Commander Tuvok
- Dead Connection (1994) ... als Det. Chuck Roland
- Star Trek: Deep Space Nine (1994) ... als T'Kar (gastrol)
- seaQuest DSV (1994) ... als Martin Clemens, A.K.A. "Mycroft" (gastrol)
- Star Trek: Generations (1994) ... als Enterprise-B Tactical Lieutenant (Tuvok) (gastrol)
- Star Trek: The Next Generation (1993) ... als Devor (gastrol)
- Mr. Saturday Night (1992) ... als Assistant director
- Night Eyes 2 (1992) ... als Jesse Younger
- Eve of Destruction (1991) ... als Carter
- The Fresh Prince of Bel-Air (1990) ... als Eugene (gastrol)
- Bird (1988) ... als Harris
- Murphy Brown...als Secret Service Officer
- The Highwayman (1988) ... als D.C. Montana
- Pulse (1988) ... als politieman
- Death Wish 4: The Crackdown (1987) ... als Jesse
- Spaceballs (1987) ... als Trooper
- Fire with Fire (1986) ... als Jerry Washington
- Crossroads (1986) ... als Robert Johnson

- Bibliothèque nationale de France: cb14223091b (data)
- Gemeinsame Normdatei: 135180562
- International Standard Name Identifier: 0000 0000 5551 2733
- Library of Congress Control Number: n2003080015
- MusicBrainz: 8f089569-8c74-4fa5-959e-6d0cffaf487a
- Virtual International Authority File: 28910492
- WorldCat: E39PBJkp7qrfm8XqTYcp78TPwC